# 森下隆生
森下 隆生（もりした たかお、1950年（昭和25年）7月11日 - ）は、日本の政治家。元三重県伊勢市長（2期）。

## 来歴
高校卒業後、津市の造船会社に勤務し、その後、大阪工業大学短期大学部に入学する。卒業後は建築士の資格を取り、地元で建築事務所を開いた。伊勢市議会議員を3期務め、2000年の伊勢市長選挙に立候補したが現職の水谷光男に敗れた。2003年に三重県議会議員選挙に立候補し当選。県議を1期務めた。2006年伊勢市長加藤光徳が急死。死去後に行われた市長選挙に立候補し、当選した。当選後は町村合併によるしこりの解消に取り組んだ。在職中、伊勢市にある宇治山田港から中部国際空港との海上連絡を構想。港湾を整備したが、事業者が2008年に撤退したため、開業することはなかった。森下は市議会で謝罪し、事業の継続を表明した。2008年4月にターミナルが完成、5月1日から利用が開始されたが、市は代替業者を探して奔走、長崎県の業者が就航を検討したものの、業者が伊勢市へ1億円の財政支援を求めたため、折り合いがつかず、交渉は打ち切られた。結局、森下は2009年10月に海上アクセス事業の責任を取り市長を辞任し、11月の市議選と同時に出直し選挙が行われた。市長選挙では森下は海上アクセス事業の継続を訴えたが、対立候補の元市議の鈴木健一と元衆院議員の山村健は事業の中止を訴えた。選挙の結果、鈴木が当選し、森下は落選した。